# Theresa Tilly
Pour les articles homonymes, voir Tilly.
Theresa Tilly, née le 6 novembre 1953 à Détroit, Michigan, est une actrice américaine.

## Filmographie

### Actrice

#### Cinéma
- 1981 : Evil Dead (The Evil Dead) de Sam Raimi : Shelly (alias Sarah York)
- 1981 : Torro. Torro. Torro! (court métrage) de Josh Becker et Scott Spiegel :
- 1998 : Débutante (court métrage) de Mollie Jones : La mère de Nan
- 2006 : Projectorhead (court métrage) de Wendy J.N. Lee :
- 2007 : Brutal Massacre (en) de Stevan Mena : Serveuse
- 2011 : Launch (court métrage) de Oren Benamor : Mère de Hal
- 2013 : Le Monde fantastique d'Oz (Oz the Great and Powerful) de Sam Raimi : Quadling Seamstress
- 2014 : Back in the Day de Michael Rosenbaum : Mrs Miller
- 2014 : Stomping Ground de Dan Riesser : Susan
- 2016 : American Fable (en) de Anne Hamilton : Anna Winters

#### Télévision

##### Téléfilms
- 1990 : Appearances de Win Phelps :
- 2011 : Génération U de André Welsh : Helen

##### Séries télévisées
- 1990 : One Night Stand (en) : Personal Attendant
- 1999 : Ryan Caulfield (Ryan Caulfield : Year One) : Real estate agent
- 1999 : Associées pour la loi (Family Law) : Witness
- 2001 : Six Feet Under : Mortuary Commerical Spokesperson
- 2009 : Dangerous Women : Shelly
- 2011 : Workshop (en) : Sylvia
- 2016 : Conversations in L.A. : ? (saison 1, épisode 3)

### Productrice
- 2007 : The Ladies of the Evil Dead Meet Bruce Campbell de Gary Hertz
- 2007 : Life After Dead: The Ladies of the Evil Dead de Gary Hertz